# Морі (Північна Кароліна)
Морі (англ. Maury) — переписна місцевість (CDP) в США, в окрузі Грін штату Північна Кароліна. Населення — 1404 особи (2020).

## Географія
Морі розташоване за координатами 35°28′45″ пн. ш. 77°35′25″ зх. д. / 35.47917° пн. ш. 77.59028° зх. д. (35.479202, -77.590224).  За даними Бюро перепису населення США в 2010 році переписна місцевість мала площу 2,73 км², уся площа — суходіл.

## Демографія
Згідно з переписом 2010 року, у переписній місцевості мешкало 1685 осіб у 229 домогосподарствах у складі 157 родин. Густота населення становила 618 осіб/км².  Було 243 помешкання (89/км²).
Расовий склад населення:
| - 50,4 % — чорних або афроамериканців - 43,6 % — білих - 0,8 % — корінних американців - 0,4 % — азіатів - 0,1 % — вихідців з тихоокеанських островів - 4,2 % — осіб інших рас |

До двох чи більше рас належало 0,7 %. Частка іспаномовних становила 11,5 % від усіх жителів.
За віковим діапазоном населення розподілялося таким чином: 8,7 % — особи молодші 18 років, 84,9 % — особи у віці 18—64 років, 6,4 % — особи у віці 65 років та старші. Медіана віку мешканця становила 37,7 року. На 100 осіб жіночої статі у переписній місцевості припадало 428,2 чоловіків;  на 100 жінок у віці від 18 років та старших — 538,6 чоловіків також старших 18 років.
Середній дохід на одне домашнє господарство  становив 43 928 доларів США (медіана — 36 042), а середній дохід на одну сім'ю — 48 556 доларів (медіана — 37 277). За межею бідності перебувало 48,3 % осіб, у тому числі 82,7 % дітей у віці до 18 років та 0,0 % осіб у віці 65 років та старших.
Цивільне працевлаштоване населення становило 247 осіб. Основні галузі зайнятості: виробництво — 45,7 %, освіта, охорона здоров'я та соціальна допомога — 26,3 %, роздрібна торгівля — 10,1 %, мистецтво, розваги та відпочинок — 9,3 %.